# Christine Leyow
Christine Denise Leyow-Mayne (* 24. Dezember 1971) ist eine jamaikanische Badmintonspielerin.

## Karriere
Christine Leyow gewann 1991 bei den Panamerikameisterschaften Bronze im Mixed mit Paul Leyow. Bei den Carebaco-Meisterschaften konnte sie in den 1990er Jahren mehrere Medaillen erringen. 2010 wurde sie jamaikanische Meisterin im Mixed mit Charles Pyne.

## Sportliche Erfolge
| Saison | Veranstaltung               | Disziplin | Platz | Name                                 |
| ------ | --------------------------- | --------- | ----- | ------------------------------------ |
| 1991   | Panamerikameisterschaft     | Mixed     | 3     | Paul Leyow / Christine Leyow         |
| 2010   | Jamaikanische Meisterschaft | Mixed     | 1     | Charles Pyne / Christine Leyow-Mayne |